# ویوین النتا
ویوین النتا (انگلیسی: Vivienne Elanta; ۲۲ ژوئن ۱۹۵۱ – ۱۶ اوت ۲۰۰۴) طرفدار محیط زیست و فعال جنبش زیست‌محیطی اهل استرالیا بود.